# Lijst van wachtposten aan de spoorlijn Amsterdam - Rotterdam
Dit is een onvolledige numeriek oplopende Lijst van wachtposten aan de Spoorlijn Amsterdam - Rotterdam. Een wachtpost was een huisje waarin de baanwachter woonde. Hij controleerde dagelijks de spoorbaan en was in bepaalde gevallen verantwoordelijk voor de bediening van spoorbomen en seinpalen.
Alle huisjes werden naar een standaardontwerp door de HSM en diens opvolger de NS gebouwd.
Rond 1950 werden veel huisjes gesloopt omdat ze hun oude functie verloren door automatisering van de spoorbeveiliging. Een tweede sloopronde volgde in de jaren 1980, waarbij vooral spoorhuizen bij overwegen werden gesloopt, om de machinisten beter zicht op de kruisende weg te verschaffen. 
Wanneer er achter de straatnaam een asterisk staat, wil dat zeggen dat de overgang niet meer bestaat. Bij een aantal huisjes staat de straatnaam aangegeven, die in de buurt van de oude overweg ligt.
| Wachtpost | Straat                               | Plaats       | Bouwjaar       | Sloopjaar  | Extra informatie                                                                                             | Coördinaten              | Afbeelding |
| --------- | ------------------------------------ | ------------ | -------------- | ---------- | --- | ------------------------ | ---------- |
| 2         | Haarlemmerweg                        | Amsterdam    | 1842           | Onbekend   | | 52°23'08.3"N 4°51'39.2"E |            |
| 4         | Seineweg                             | Amsterdam    | 1842           | Onbekend   | De wachtpost was gelegen op de plek waar nu de ingang van de parkeerplaats van Spieringhorn ligt.            | 52°23'07.2"N 4°49'31.3"E |            |
| 6         | Haarlemmerweg-Westrandweg            | Amsterdam    | 1842           | Onbekend   | | 52°23'03.9"N 4°46'01.8"E |            |
| 7         | Dubbele Buurt                        | Halfweg      | 1842           | Onbekend   | | 52°23'04.0"N 4°45'17.0"E |            |
| 26A       | Koppestokstraat 2-4                  | Haarlem      | 1892           | 2024       | Bij opgeheven overweg en Stopplaats Leidschestraat                                                           |                          |            |
| 27        | Pijlslaan 98 A en B                  | Haarlem      | 1882           |            | Bij overweg Pijlslaan                                                                                        |                          |            |
| 28        | Zandvoortselaan                      | Heemstede    | 1842           | Onbekend   | Bij Station Heemstede-Aerdenhout                                                                             | 52°21'35.4"N 4°36'25.8"E |            |
| 29        | Leidsevaart                          | Heemstede    |                |            | |                          |            |
| 31        | Manpadslaan                          | Heemstede    |                | Ca. 1986   | Bij voormalige Stopplaats Mannepad (1884-1928)                                                               |                          |            |
| 32        | Station Vogelenzang                  | Vogelenzang  | 1926 (herbouw) |            | Bij voormalige laad- en losplaats westzijde station                                                          |                          |            |
| 34        | Leidsevaart                          | Vogelenzang  |                | 1921       | Bij de Traliebrug                                                                                            |                          |            |
| 35        | Doodweg (huidige Nieuweweg)          | Hillegom     | 1890 (herbouw) | 1930       | Bij voormalige stopplaats Doodweg (1891-1900)                                                                |                          |            |
| 36        | 1e Loosterweg                        | Hillegom     | 1937 (herbouw) | 1985       | Bij voormalige halte Loosterweg/Hillegom (1893-1900)                                                         |                          |            |
| 37        | Beeklaan                             | Hillegom     | 1937 (herbouw) | 1985       | Bij voormalige halte Hillegommerbeek (1842-1900)                                                             |                          |            |
| 38a       | Frederikslaan                        | Hillegom     | 1903           | Ca. 1960   | Op de plaats van Station Veenenburg                                                                          | 52°17'08.2"N 4°32'51.4"E |            |
| 38b       | Frederikslaan                        | Hillegom     | 1842           |            | Bij Station Veenenburg                                                                                       | 52°17'07.3"N 4°32'50.3"E |            |
| 39        | Stationsweg                          | Lisse        | 1905 (herbouw) |            | Bij Station Lisse                                                                                            |                          |            |
| 40        | Stationsweg                          | Lisse        | 1905 (herbouw) | 1975       | Bij Station Lisse                                                                                            |                          |            |
| 45        | Rijksstraatweg                       | Sassenheim   | 1842           | Jaren 1980 | |                          |            |
| 59        | Annie Romijnsingel                   | Leiden       | 1843           | Onbekend   | Stond niet aan een overgang                                                                                  | 52°08'44.5"N 4°27'15.8"E |            |
| 63        | Horst en Voordelaan-Oude Veenpad*    | Voorschoten  | 1843           | Onbekend   | | 52°06'47.5"N 4°24'52.3"E |            |
| 64        | Oude Veenpad*                        | Leidschendam | 1843           | Onbekend   | | 52°06'22.4"N 4°24'12.7"E |            |
| 65        | Noordelijke Rondweg*                 | Leidschendam | 1843           | Onbekend   | Bij Station Den Haag Mariahoeve                                                                              | 52°05'28.5"N 4°22'12.2"E |            |
| 66        | Schipholboog*                        | Voorburg     | 1843           | Onbekend   | De woning lag op een driehoekig perceeltje, omgeven door spoorlijnen, en was via een zandweggetje bereikbaar | 52°05'06.0"N 4°21'20.9"E |            |
| 67        | Laan van Nieuw Oost-Indië-Emiliapad* | Den Haag     | 1843           | Onbekend   | | 52°04'47.7"N 4°20'41.1"E |            |
| 74        | Julialaantje*                        | Rijswijk     | 1847           | Onbekend   | | 52°02'49.1"N 4°18'39.6"E |            |
| 75        | Van Vredenburchweg*                  | Rijswijk     | 1875           | 1895       | Bij Stopplaats Rijswijk-Wateringen                                                                           | 52°02'40.6"N 4°18'47.1"E |            |
| 77        | Haantje                              | Rijswijk     | 1847           | Onbekend   | Bij Stopplaats 't Haantje                                                                                    | 52°01'14.8"N 4°20'36.9"E |            |
| 78        |                                      | Delft        | 1847           | Onbekend   | Bij Stopplaats Singelweg                                                                                     |                          |            |
| 79        |                                      | Delft        | 1847           | Onbekend   | |                          |            |
| 80        |                                      | Delft        | 1847           | Onbekend   | Bij Stopplaats Schoolpoort                                                                                   |                          |            |
| 81        |                                      | Delft        | 1847           | Onbekend   | De wachtpost is later omgebouwd tot Seinhuis 1                                                               |                          |            |
| 85        | Mercuriusweg* v/h Abwoudscheweg      | Delft        | 1847           | Onbekend   | | 52°00'01.8"N 4°21'33.2"E |            |
| 86        | Hoogspanningspad                     | Delft        | 1847           | Onbekend   | Stond niet aan een overgang                                                                                  | 51°59'20.0"N 4°21'56.3"E |            |
| 87        | Zuidblok                             | Delft        | 1847           | Onbekend   | Stond niet aan een overgang                                                                                  | 51°58'34.8"N 4°22'21.1"E |            |
| 88        | Vockestaertpad                       | Schipluiden  | 1847           | Onbekend   | Stond niet aan een overgang                                                                                  | 51°58'04.4"N 4°22'37.2"E |            |
| 89        | Groeneweg                            | Schiedam     | 1847           | Onbekend   | Stond niet aan een overgang                                                                                  | 51°57'31.7"N 4°22'54.3"E |            |
| 90        | Kandelaarweg                         | Schiedam     | 1847           | Onbekend   | | 51°56'49.7"N 4°23'17.4"E |            |
| 91        | Brugwachter Poldervaart              | Schiedam     | 1847           | Onbekend   | Brugwachterswoning                                                                                           | 51°56'31.5"N 4°23'28.0"E |            |
| 92        | Buitenkerklaan-Joppelaan*            | Schiedam     | 1892           | 2009       | Bij Station Kethel                                                                                           | 51°56'23.1"N 4°23'32.4"E |            |
| 93        | Brugwachter                          | Schiedam     | 1847           | Onbekend   | Brugwachterswoning                                                                                           | 51°56'12.8"N 4°23'37.9"E |            |
| 94        | Oudedijk*                            | Schiedam     | 1847           | Onbekend   | | 51°55'45.0"N 4°23'51.8"E |            |
| 95        | Brugwachter Schiedamse Schie         | Schiedam     | 1847           | Onbekend   | Brugwachterswoning                                                                                           | 51°55'19.4"N 4°24'23.5"E |            |
| 96        | Verkeersplein Horvathweg             | Schiedam     | 1847           | Onbekend   | Bij Station Schiedam Centrum, stond niet aan een overgang                                                    | 51°55'13.1"N 4°24'56.3"E |            |
| 96a       | Horvathweg*                          | Rotterdam    | 1847           | Onbekend   | | 51°55'14.7"N 4°25'22.1"E |            |
| 97        | Brugwachter Delfshavense Schie       | Rotterdam    | 1847           | Onbekend   | Brugwachterswoning                                                                                           | 51°55'19.0"N 4°26'12.7"E |            |
| 101       | Diergaardetunnel*                    | Rotterdam    | 1847           | Onbekend   | |                          |            |